# 山东半岛城市群

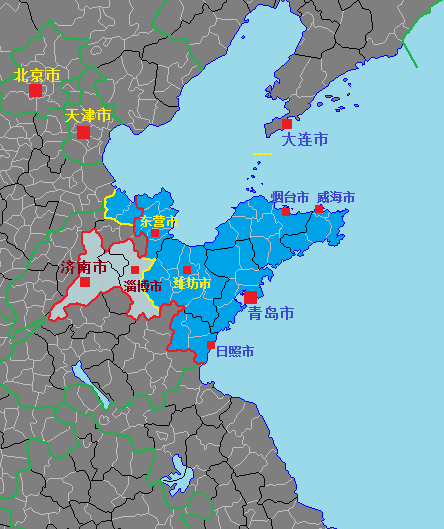
山东半岛城市群和山东半岛蓝色经济区

山东半岛城市群，指位于山东半岛及胶济铁路延伸带上的45个城市的集合。该城市群以青岛为对外开放的龙头城市，以青岛、济南为区域双中心城市，以烟台为区域副中心，以山东半岛地区（包括青岛、烟台、威海、日照、潍坊）为中心区域，向西沿胶济铁路扩展延伸至淄博、济南、东营和滨州的部分地区。整个规划范围包括青岛、济南、烟台、潍坊、淄博、威海、日照、东营8市及滨州市的邹平县所属区域，陆域面积7.4万平方公里。

## 主要城市
- 副省级城市和省会城市：济南市
- 副省级城市和计划单列市：青岛市
- 地级市：烟台市、潍坊市、淄博市、威海市、日照市、东营市
- 县级行政区（不含市辖区）：
  - 隶属青岛市（全部）：胶州市、平度市、莱西市
  - 隶属济南市（全部）：商河县、平阴县
  - 隶属烟台市（全部）：龙口市、莱州市、莱阳市、招远市、栖霞市、海阳市
  - 隶属潍坊市（全部）：昌邑市、高密市、诸城市、青州市、寿光市、昌乐县、安丘市、临朐县
  - 隶属淄博市（全部）：高青县、桓台县、沂源县
  - 隶属威海市（全部）：乳山市、荣成市
  - 隶属日照市（全部）：五莲县、莒县
  - 隶属东营市（全部）：广饶县、利津县
  - 隶属滨州市（部分）：邹平县